# Кетріш (Румунія)
Кетріш (рум. Chetriș) — село у повіті Бакеу в Румунії. Входить до складу комуни Тамаші.
Село розташоване на відстані 236 км на північ від Бухареста, 12 км на південний схід від Бакеу, 89 км на південний захід від Ясс, 140 км на північний захід від Галаца, 139 км на північний схід від Брашова.

## Населення
За даними перепису населення 2002 року у селі проживали 539 осіб, усі — румуни. Усі жителі села рідною мовою назвали румунську.